# Бородачёв, Кирилл Викторович
Кирилл Викторович Бородачёв (род. 23 марта 2000, Самара) — российский фехтовальщик на рапирах. Серебряный призёр Олимпийских игр 2020 года в командном первенстве, призёр чемпионата мира и Европы, чемпион России (2021), член сборной России по фехтованию. Заслуженный мастер спорта России (2021).

## Биография
Кирилл Бородачёв родился 23 марта 2000 года в Самаре. Кирилл — старший брат-близнец Антона Бородачёва, появившись на свет на 15 минут раньше. Братья Бородачёвы начали заниматься фехтованием в семь лет. Первый тренер — Элина Орлова.
На юниорских соревнованиях Кириллу удалось проявить себя с лучшей стороны. Первого успеха он добился в 13 лет, когда стал серебряным призёром первенства России среди кадетов. Впоследствии Кирилл вошёл в состав юниорской сборной России. На международных соревнованиях Бородачёв также выступал успешно: на его счету золотые медали первенств мира среди кадетов (2017; в 2016 году — серебряная награда) и юниоров (в личной рапире — 2019, в командном первенстве — 2018, 2019).
В 2021 году Кирилл впервые выиграл личный чемпионат России, в финальном поединке оказавшись сильнее олимпийского чемпиона Тимура Сафина. Благодаря успешным выступлениям на всероссийских соревнованиях Бородачёв вошёл в состав сборной России на Олимпийские игры в Токио. В личном турнире Кирилл завершил выступления в четвертьфинале, уступив будущему победителю соревнований гонконгцу Эдгару Чёну. В командном первенстве 21-летний россиянин стал обладателем серебряной награды, одержав победу в полуфинале над лидерами мирового рейтинга сборной США, но уступив в решающем поединке французским рапиристам.
В ноябре 2021 года призван в ряды российской армии для прохождения срочной службы. Вместе с братом-близнецом Антоном служит в спортивной роте ЦСКА в Самаре.
В 2025 году на чемпионате мира в Тбилиси в статусе нейтрального атлета стал серебряным призёром в индивидуальном соревновании.

## Награды
- Медаль ордена «За заслуги перед Отечеством» I степени (11 августа 2021 года) — за большой вклад в развитие отечественного спорта, высокие спортивные достижения, волю к победе, стойкость и целеустремленность, проявленные на Играх XXXII Олимпиады 2020 года в городе Токио (Япония)[11].
- Медаль «За укрепление боевого содружества» (14 августа 2021)[12][13]